# Tympanogaster precariosa
Tympanogaster precariosa är en skalbaggsart som beskrevs av Perkins 2006. Tympanogaster precariosa ingår i släktet Tympanogaster och familjen vattenbrynsbaggar. Inga underarter finns listade i Catalogue of Life.